# Sporting Clube de Portugal 2003-2004
Questa voce raccoglie le informazioni riguardanti lo Sporting Clube de Portugal nelle competizioni ufficiali della stagione 2003-2004.

## Stagione
Nella stagione 2003-2004 lo Sporting concluse il campionato al terzo posto. In Taça de Portugal i Leões furono estromessi già al quinto turno per mano del Vitória Setúbal, squadra militante in Segunda Liga. In Europa il cammino della squadra di Lisbona si concluse al secondo turno di Coppa UEFA, sconfitti dai turchi del Gençlerbirliği.

## Maglie e sponsor
|  | Casa | Trasferta |

## Rosa
| N. |                       | Ruolo | Calciatore               |
| -- | --------------------- | ----- | ------------------------ |
| 1  | Portogallo (bandiera) | P     | Nélson Pereira           |
| 2  | Argentina (bandiera)  | D     | Facundo Hernán Quiroga   |
| 3  | Portogallo (bandiera) | C     | Rui Bento                |
| 4  | Brasile (bandiera)    | D     | Ânderson Polga           |
| 5  | Portogallo (bandiera) | C     | Carlos Martins           |
| 6  | Portogallo (bandiera) | D     | Hugo                     |
| 8  | Portogallo (bandiera) | C     | Pedro Barbosa (capitano) |
| 9  | Romania (bandiera)    | A     | Marius Niculae           |
| 10 | Portogallo (bandiera) | A     | Ricardo Sá Pinto         |
| 11 | Cile (bandiera)       | C     | Rodrigo Tello            |
| 12 | Portogallo (bandiera) | P     | Tiago Ferreira           |
| 13 | Portogallo (bandiera) | P     | Nuno Santos              |
| 15 | Portogallo (bandiera) | D     | Miguel Garcia            |
| 16 | Angola (bandiera)     | A     | Luís Lourenço            |

| N. |                       | Ruolo | Calciatore        |
| -- | --------------------- | ----- | ----------------- |
| 17 | Portogallo (bandiera) | C     | Paulo Bento       |
| 18 | Portogallo (bandiera) | D     | Mário Sérgio      |
| 19 | Brasile (bandiera)    | A     | Elpídio Silva     |
| 21 | Mozambico (bandiera)  | D     | Paíto             |
| 22 | Portogallo (bandiera) | D     | Roberto Severo    |
| 23 | Portogallo (bandiera) | D     | Rui Jorge         |
| 25 | Portogallo (bandiera) | A     | João Vieira Pinto |
| 26 | Brasile (bandiera)    | C     | Fábio Rochemback  |
| 27 | Portogallo (bandiera) | C     | Custódio          |
| 29 | Brasile (bandiera)    | A     | Clayton           |
| 30 | Spagna (bandiera)     | A     | Toñito            |
| 31 | Brasile (bandiera)    | A     | Liédson           |
| 76 | Portogallo (bandiera) | P     | Ricardo Pereira   |
| 77 | Brasile (bandiera)    | D     | Tinga             |

## Statistiche

### Statistiche di squadra
| Competizione     | Punti | Totale | Totale | Totale | Totale | Totale | Totale | DR  |
| Competizione     | Punti | G      | V      | N      | P      | Gf     | Gs     | DR  |
| ---------------- | ----- | ------ | ------ | ------ | ------ | ------ | ------ | --- |
| Primeira Liga    | 73    | 34     | 23     | 4      | 7      | 60     | 33     | +27 |
| Taça de Portugal | -     | 2      | 1      | 0      | 1      | 2      | 1      | +1  |
| Coppa UEFA       | -     | 4      | 2      | 1      | 1      | 4      | 4      | 0   |
| Totale           | -     | 40     | 26     | 5      | 9      | 66     | 38     | +28 |